# Battle Royale High School
Battle Royal High School (バトルロイヤルハイスクール), originalmente conocida como Majinden (en japonés: 魔神伝, lit. "Legend of the Devils") es un manga japonés escrito e ilustrado por Shinichi Kuruma. Fue serializado en la revista Tokuma Shoten Monthly Shōnen Captain con poca frecuencia entre los números de mayo de 1986 y agosto de 1989. Lanzado originalmente en cuatro tankōbon (volúmenes encuadernados), Battle Royal High School se relanzó más tarde en dos volúmenes más grandes el 20 de diciembre de 2008.
El manga se adaptó a una función de anime de animación de video original (OVA) el 10 de diciembre de 1987. Fue dirigida por Ichirō Itano y presenta diseños de personajes de Nobuteru Yūki y una partitura musical de Shirō Sagisu. El anime está considerablemente condensado en comparación con el material de origen del manga, lo que hace que muchos personajes parezcan fuera de lugar.  El OVA fue localizado en inglés y lanzado en Norteamérica por AnimEigo en VHS el 31 de julio de 1996 y en DVD el 23 de septiembre de 2003. El anime ha estado agotado en la región desde 2011.

## Trama
Riki Hyoudo es un prodigio del kárate de la escuela secundaria que disfruta de los desafíos de la lucha. Al mismo tiempo, sin que él lo sepa, es el recipiente profetizado del señor Byoudo, rey demonio del Reino Oscuro, quien descubre que su energía oscura está empoderando a Hyoudo a través de una puerta dimensional para producir un guerrero legendario. Queriendo investigar esto, Byoudo viaja a la Tierra y sobrenaturalmente congela la escuela para desafiar a Hyoudo. El niño derrota a los espíritus del demonio, pero Byoudo lo somete fácilmente, quien revela que ambos son el mismo ser y, sospechando que la profecía es una trampa, los fusiona en el cuerpo de Hyoudo para absorber su poder. Hyoudo cree que toda la prueba es solo un sueño.
Poco después, el Inspector del Continuo Espacio-Tiempo Zankan llega a la Tierra después de detectar actividad demoníaca, y es testigo de un joven con poderes espirituales, Toshimitsu Yuuki, luchando y destruyendo monstruos que poseen hombres. Al día siguiente, Yuuki embosca a Hyoudo, sintiendo la energía oscura dentro de él y creyendo erróneamente que es el maestro de los demonios, y se necesita el poder de Byoudo para detenerlo. Byoudo ha deducido que el culpable es su propio lugarteniente demoníaco, Fairy Master Kain, quien lo ha traicionado en secreto, y propone a Yuuki unirse para derrotarla a ella y a sus sirvientes. Mientras tanto, Kain engaña a Megumi Koyama, una chica con un amor no correspondido por Hyoudo, y usa sus emociones para crear un demonio y atacar al amigo cercano de Hyoudo, Ryouko Takayanagi. Zakan salva a Takayanagi y la interroga sobre Hyoudo, después de lo cual este último usa su poder para hacerla olvidar el encuentro.
Zankan se encuentra con Hyoudo y se alía temporalmente con él después de un combate amistoso, mientras que Kain visita a Yuuki en su santuario y lo posee. Durante un evento escolar, Hyoudo salva a Megumi de estudiantes poseídos por demonios, pero ella también está infectada por un demonio y se ve obligado a gastar mucha energía para destruirla y resucitarla. Al mismo tiempo, Zankan es atacado por Yuuki-Kain, quien lo derrota y está a punto de matarlo antes de que intervenga Hyoudo. Hyoudo y Kain se enfrentan, destruyendo la escuela en el proceso, y aunque Kain tiene la ventaja, Byoudo logra tomar el control momentáneamente y destruirla. Después de la batalla, con la memoria de los eventos de Zankan borrada, todo vuelve a la normalidad.

## Créditos
| Personaje             | japonés            | inglés                                        |
| --------------------- | ------------------ | --------------------------------------------- |
| riki hyodo            | kazuki yao         | Michael Granberry                             |
| Byoudo                | kazuki yao         | Michael Granberry                             |
| Toshihiro Yuuki       | kazuhiko inoue     | Michael Granberry (como G. Briahn Realmercy ) |
| Zankan                | Hideyuki Tanaka    | Pablo Sincoff                                 |
| Yoko Takayanagi       | sakiko tamagawa    | susana grillo                                 |
| Megumi Koyama         | chieko hondo       | kristen graf                                  |
| Maestro de hadas Kain | Mari Yokoo         | hadley eure                                   |
| baba                  | Shin Aomori        | pierre brulatour                              |
| Nakano                | emi shinohara      | shelby reynolds                               |
| Sr. Toyokura          | Hideyuki Umezu     | patt noday                                    |
| Sirviente de Byoudo   | daisuke gouri      | eric paisley                                  |
| Arenoso               | michie tomizawa    | Korbi Dean (como Deann Korbutt )              |
| Sakamoto              | tomohiro nishimura |                                               |
| Junko                 | yoshino takamori   |                                               |
| Misaka                | satoru inagaki     |                                               |
| Tooru                 | junji kitajima     |                                               |
| Sugurú                | Hiroki Nakamura    |                                               |
| Hada                  | natsumi sasaki     |                                               |

### Multitud
- Productores: Sakamoto Seiichi (TOKUMA JAPAN) y Miyashita Kenji (DAST)
- Director: Itano Ichiroo
- Historia original, guion, guiones gráficos: Itano Ichiroo
- Música: Sagisu Shiroo
- Diseño de personajes, dirección de animación: Yuuki Nobuteru
- Asistentes de dirección de animación: Urushibara Tomoshi, Niioka Hiromi, Oogami Hiroaki, Anno Hideaki

- Letra: Sugimoto Yuuri
- Música: Matsumoto Takahiro
- Arreglo: Oda Tetsuroo y Matsumoto Takahiro Por Tokuma Japan Communications